# Palo Verde (Californie)
Pour les articles homonymes, voir Palo Verde.
Palo Verde est une census-designated place (CDP) du comté d'Imperial en Californie, aux États-Unis.

## Démographie
| 2000 | 2010 | - | - | - | - |
| ---- | ---- | - | - | - | - |
| 236  | 171  | - | - | - | - |